# Глоккенталер

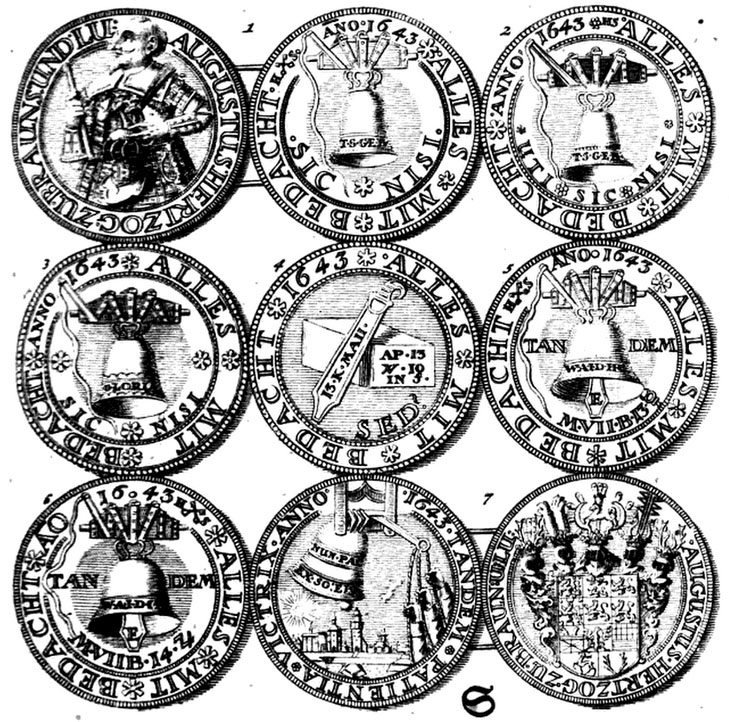
Глоккенталер. Первое изображение — характерный аверс первых 6 типов; следующие 6 изображений — реверсы; последние два изображения — аверс и реверс 7 типа глоккенталера

Глоккенталер (нем. Glockentaler, от нем. Glocke — колокол; «колокольный талер») — название серии из 7 монетных типов талерового типа герцога Брауншвейг-Вольфенбюттельского Августа Младшего (1635—1666) в честь снятия осады с города Вольфенбюттель имперских войск 13 ноября 1643 года в ходе Тридцатилетней войны. Их отличительной чертой стало изображение колокола, или на одном языка колокола. Все они отчеканены на монетном дворе Целлерфельда. На аверсе первых шести типов изображён герцог. Круговая надпись «ALLES MIT BEDACHT» обозначает всё обдумав. На седьмом аверс содержит герб, реверс — колокол в который звонят в три руки. Круговая налпись «TANDEM PATIENTIA VICTRIX» переводится с латыни как «Терпение победило».
Каждая из семи монет содержит изображение, которое символизирует один из дней последней недели осады, когда противостояние достигло наивысшего накала.